# ヒリトゥラ
ヒリトラ（Xilitla）は、メキシコのサン・ルイス・ポトシ州にある自治体。メキシコ政府観光局(SECTUR)（スペイン語: Secretaría de Turismo (México)）によりプエブロ・マヒコとして選出された観光地。

## 概要
メキシコ中部サン・ルイス・ポトシー州の南端にある山間の小さな町。先住民ウアステカ族の文化とサン・アグスティン修道院のキリスト教布教の歴史が散見される。
町はずれのジャングルの中に、ラス・ポサス（Las Pozas）と名付けられた奇妙な楽園がある。シュルレアリズムを体現した巨大なコンクリートの構造物が、森の中にいくつも建てられ、不思議な空間を作り出している。イギリスの大富豪エドワード・ジェームズが1947年以降、数十年にわたってこの奇怪な楽園を建造。1984年にジェームズが亡くなったあとはガステルム家が管理し、その後サン・ルイス・ポトシー州やメキシコの大手セメント会社セメックスなどによる基金で修復・運営がなされている。